# Sevillanito Sevillanito
Sevillanito, Sevillanito es el tercer álbum de estudio de la cantante española Isabel Pantoja lanzado al mercado en 1976 y compuesto, al igual que sus dos álbumes anteriores, por los legendarios compositores de la Canción andaluza Rafael de Leon y Juan Solano
Con influencias de sus dos álbumes predecesores, este álbum es considerado casi como una rareza dentro de la discografía de la tonadillera puesto que poco tiempo después de su lanzamiento fue lanzado el siguiente álbum de la artista, Niña Isabela y la promoción en los medios estuvo limitada a un lapso más efímero que sus dos discos anteriores como al siguiente. Aun así, en la década de 1990 la discográfica lanzó una edición de este álbum en formato CD.

## Lista de canciones
1. Sevillanito, Sevillanito - 2:54
2. Vino, torero y cante - 3:34
3. No importa ! - 3:51
4. La niña y el marinero - 4:04
5. Quedate pa yo quererte - 2:53
6. La gente, la gente - 3:20
7. No soy nada sin ti - 3:16
8. Yo quiero pecar contigo - 3:31
9. Cabo en el aaium - 3:31
10. No me vengas dando celos[1] - 3:42

## Singles
- Sevillanito
- Vino, torero y cante
- Queate pa yo quererte
- La niña y el marinero